# Moubarak Awad
Pour les articles homonymes, voir Awad.
Moubarak Awad est un psychologue américano-palestinien et un militant non violent, principal partisan de la première Intifada.

## Biographie

### Jeunesse
Moubarak Awad est né à Jérusalem en 1943, alors sous mandat du Royaume-Uni. Il est de confession chrétienne. Son père a été tué en 1948 lors des combats entre Juifs et Arabes. Quand sa maison s'est retrouvée dans un « no man's land » entre les belligérants, Moubarak Awad devient un réfugié dans la vieille ville de Jérusalem. 
Après ses écoles secondaires, il va aux États-Unis où il obtient son doctorat de psychologie et acquiert la nationalité américaine. Il contribue alors à créer des programmes de soutien aux enfants handicapés ou abusés.
En 1967, il refuse la nationalité israélienne qui lui est offerte, et conserve ses nationalités palestinienne et américaine.

### Action
Lors d'un voyage en Palestine en 1985, il crée le « Centre palestinien pour l'étude de la non-violence » (Palestinian Centre for the Study of Nonviolence). Avant la première Intifada, Moubarak Awad donne des conférences et publie des articles sur la non-violence comme technique de résistance face à l'occupation israélienne. Le centre soutient de nombreuses actions non-violentes durant les premiers mois de l'Intifada. Entre autres techniques, on peut mentionner des plantations d'oliviers sur les lieux des colonies israéliennes, des campagnes de refus de payement des impôts ou encore l'encouragement à consommer des produits palestiniens.
Moubarak Awad est persuadé que ces tactiques peuvent être employées pour résister à l'occupation militaire israélienne. Il s'inspire des méthodologies présentées dans la trilogie de Gene Sharp : The Politics of Non-Violence, et rédige son Modèle en 12 pages pour la résistance passive dans les territoires (12-page blueprint for passive resistance in the territories).
Ses tentatives d'appliquer sa philosophie sur le terrain échouèrent à plusieurs reprises. Awad était « snobé » par les représentants de l'OLP qui l'accusaient de collaborer avec la CIA et proféraient des menaces contre lui. Son isolement idéologique et le manque de soutien rendirent son travail difficile. On ne montra davantage d'intérêt à ses idées qu'à partir de novembre 1986 lorsque les Palestiniens avaient perdu leur foi dans les représentants palestiniens de l'extérieur. 
Pour Awad, seul le peuple empêcherait l'annexion des territoires par Israël. Il n'inventa pas moins de cent vingt méthodes d'action. Parmi ses partisans, on trouvait Hanna Siniora qui lança un appel à la désobéissance civile et Sari Nusseibeh. Awad proposait de remplacer les émeutes par des marches silencieuses, des campagnes de nettoyage. Il appela par exemple à la création d'institutions alternatives à l'administration civile israélienne. Il proposait une infrastructure autonome qui servirait de noyau à un futur État palestinien, une infrastructure indépendante d'Israël et également de l'extérieur pour le financement et la gestion des affaires. Il appela à faire des provisions de nourriture, de fioul, et à créer des systèmes de financement locaux au lieu d'attendre l'aide extérieure.

### Considération
Au Proche-Orient il est considéré comme le père de la désobéissance civile lors de la première Intifada, et on le surnomme le « Gandhi arabe » car il enseigne la non-violence d'une manière analogue au Mahatma Gandhi. Il s'inspire aussi d'Abdul Ghaffar Khan, un Pathan musulman adepte de la désobéissance civile enseignée par Gandhi. Il est expulsé par Israël en 1988 en raison de sa participation, même non violente, à la première Intifada et retourne aux États-Unis.
Il fonde Nonviolence International (en) et s'engage dans au moins six pays pour promouvoir la résistance non-violente et les droits de l'homme.

### Sources
- (en) Cet article est partiellement ou en totalité issu de l’article de Wikipédia en anglais intitulé « Mubarak Awad » (voir la liste des auteurs).